# КК Кавала
КК Кавала (грч. Ε.Κ. Καβάλας) је грчки кошаркашки клуб из Кавале. У сезони 2013/14. се такмичи у Другој лиги Грчке.

## Историја
Кошаркашки клуб Кавала је основан 2003. године. Први пут су заиграли у Првој лиги Грчке у сезони 2008/09. До сада најбољи пласман у првој лиги им је био 6. место у сезонама 2010/11. и 2011/12.

## Познатији играчи
- Бранко Јоровић
- Антанас Кавалијаускас
- Мирослав Раичевић
- Игор Милошевић
- Милтон Паласио